# Drogden
Drogden je tjesnac u kanalu Øresund. Nalazi se na danskoj strani Øresund, istočno od Copenhagena između otoka Saltholma i Amagera. Ispod njega kroz tunel Drogden prolazi cestovna i željeznička veza između Danske i Švedske. Najveća dubina za prolazak brodova je 8 metara. Drogden je jako prometan, a plovnim putem godišnje prođe oko 30 000 brodova.